# Walter Rhys, 7. Baron Dynevor
Walter FitzUryan Rhys, 7. Baron Dynevor (geborener Rice, * 17. August 1873 in Dursley; † 8. Juni 1956) war ein britischer Adliger und Politiker.
Er entstammte der alten walisischen Familie Rhys und war der Sohn und Erbe des Arthur Rice, 6. Baron Dynevor (1836–1911) aus dessen Ehe mit Selina Lascelles, einer Enkelin des 2. Earl of Harewood.
Er besuchte das Eton College und studierte am Christ Church College der Universität Oxford. Ab 1898 übernahm er die Verwaltung der Familiengüter in Wales, dazu übernahm er mehrere Ämter, darunter von 1899 bis 1903 das des Privatsekretärs von Lord George Francis Hamilton, dem Secretary of State for India, und von 1903 bis 1905 das des Privatsekretärs von Frederick Campbell, 3. Earl Cawdor, dem Ersten Lord der Admiralität. 1910 wurde er als Abgeordneter für Brighton und Hove ins House of Commons gewählt. Als im Juni 1911 sein Vater starb, erbte er dessen Adelstitel als 7. Baron Dynevor, wodurch er einen Sitz im House of Lords erhielt und aus dem House of Commons ausschied. Während des Ersten Weltkriegs arbeitete er von 1916 bis 1918 im Ministry of Munitions.
Nach dem Krieg war er von 1919 bis 1935 Abgeordneter im Carmarthenshire County Council und von 1928 bis 1948 Lord Lieutenant von Carmarthenshire. Von der Weltwirtschaftskrise wurde das durch Bergbau und Stahlindustrie geprägte Südwales schwer getroffen, und durch Arbeitsbeschaffung und andere Maßnahmen versuchte Rhys die Not der Bevölkerung zu mildern. Mit Ausbruch des Zweiten Weltkriegs stellte er seinen Wohnsitz Newton House dem Militär zur Verfügung. 1946 verkaufte er seinen Anteil an den Industrieanlagen von Neath Abbey.
1898 heiratete er Lady Margaret Child-Villiers (1875–1959), die älteste Tochter von Victor Child Villiers, 7. Earl of Jersey. Das Paar hatte vier Kinder:
- Charles Arthur Uryan Rhys, 8. Baron Dynevor (1899–1962), ⚭ 1934 Hope Mary Woodbine Parish;
- Hon. Elwyn Villiers Rhys (1900–1966), Captain der Welsh Guards, ⚭ 1934 Diana Stanley;
- Hon. Imogen Alice Rhys (1903–2001), ⚭ 1936 David Brand, 5. Viscount Hampden of Glynde;
- Hon. David Reginald Rhys (1907–1991), Captain der Welsh Guards, ⚭ (1) 1933–1963 Lady Anne Maud Wellesley, 7. Duquesa de Ciudad Rodrigo, Tochter des Arthur Wellesley, 5. Duke of Wellington, ⚭ (2) 1963 Sheila Mary Phillips.

Rhys galt als traditionsbewusst und war sich seiner walisischen Abstammung von Rhys ap Thomas († 1525) stets bewusst. Am 26. Dezember 1916 änderte er mit königlicher Lizenz die Schreibweise seines Familiennamens von Rice zu Rhys – man hielt dies für die ursprüngliche walisische Schreibweise den Namens, vor seiner Anglisierung im 16. Jahrhundert. Er förderte den Erhalt der alten Rinderrasse White Park Cattle, von der eine Herde im Dynevor-Park bei seinem Landsitzes Newton House lebte, und verfasste zwei Bücher:  
- Trees at Dynevor Castle. A summary list with notes. Spurrell, Carmarthen 1934.
- My Reminiscences (Erinnerungen). Spurrell, Carmarthen 1937.

Er wurde in der Kirche St Tyfi von Llandyfeisant im Dynevor-Park begraben. 